# Klotilda Bushka
Klotilda Fatmir Bushka (Ferhati) (ur. 11 kwietnia 1979 w Tiranie) – albańska prawniczka, publicystka, wydawczyni podręczników do szkół średnich, deputowana do Zgromadzenia Albanii z ramienia Partii Socjalistycznej.

## Życiorys
W 2001 roku ukończyła studia prawnicze na Uniwersytecie Tirańskim. W latach 2008–2015 pracowała w Sądzie Najwyższym.
Od sierpnia 2015 do 2017 roku należała do rady miejskiej Tirany. W 2017 roku w wyniku wyborów parlamentarnych uzyskała mandat deputowanej do Zgromadzenia Albanii z ramienia Socjalistycznej Partii Albanii.

## Publikacje[1]
- Praktika gjyqësore e Gjykatës së Lartë përmes vendimeve unifikuese në të drejtën civile, administrative dhe penale (2014)
- Gjyqet imituese kundër dhunës me bazë gjinore (2012)
- Mbrojtja nga diskriminimi gjinor në sektorin ekonomik (2012)
- Manual për vlerësimin e Komunitetit mbi Qeverisjen (2014)
- Zhvilllimi i ligjit dhe praktikës së arbitrazhit në Shqipëri (2014)